# Система быстрых платежей
Система быстрых платежей (СБП) — система Банка России, позволяющая гражданам переводить средства по идентификатору (в настоящее время — по номеру телефона) получателя между счетами в разных кредитных организациях. Также СБП позволяет совершать мгновенные платежи в режиме 24/7 за работу, товары и услуги, в том числе с использованием QR-кода. Кроме того, система используется юридическими лицами для переводов гражданам (страховые выплаты, перечисления от брокеров и другое).
Оператором и расчётным центром системы является непосредственно Центральный банк России, операционным и платёжным клиринговым центром является Национальная система платёжных карт. Также расчётным центром СБП выступает банк ВТБ. 
В 2024 году через СБП было проведено 13,4 млрд операций на общую сумму 69,5 трлн рублей, включая переводы между физическими лицами и розничную оплату товаров и услуг, а также переводы от юрлиц в пользу физлиц. К концу 2024 года около 2,2 млн торговых точек в России реализовали приём оплаты через СБП.
По состоянию на май 2025 года к СБП были подключены 225 банков-участников. С момента начала действия системы через неё в совокупности было совершено 30,2 млрд операций на общую сумму 151,7 трлн рублей.
Минимальный суточный лимит переводов в СБП, который может установить банк для своего клиента, составляет 150 тысяч рублей. Лимит месячных бесплатных переводов из каждого банка-участника СБП для одного клиента составляет 100 тысяч рублей, Максимальный размер одной операции в СБП — 1 млн рублей. 
С 1 мая 2024 года лимит переводов без комиссии самому себе через систему повышен до 30 млн рублей в месяц. Данный лимит распространяется на переводы с любых счетов и вкладов физлица, открытых в одном банке, а также на несколько типов онлайн-переводов: по номеру своего телефона через СБП, по номеру своего счёта через мобильное приложение или интернет-банк. Таким образом можно перевести с нескольких счетов в одном банке самому себе в другие банки совокупно до 30 млн рублей в месяц, разбив переводы по разным типам либо сделав их все через СБП.

## История
Центральный банк России в конце 2018 года объявил, что в 2019 году не будет брать с банков оплату за обслуживание операций в СБП.
28 января 2019 года Система быстрых платежей (СБП) запущена в России.
Почти все российские банки, подключённые к Системе быстрых платежей (СБП) Банка России, установили нулевой тариф на переводы в рамках системы. Комиссия не взималась с клиентов в течение первых нескольких месяцев работы.
28 февраля 2019 года Система быстрых платежей была запущена в промышленную эксплуатацию для широкого круга банков-клиентов, что позволило физическим лицам совершать мгновенные переводы по номеру телефона.
В магазинах россияне начали использовать СБП также в 2019 году, тогда стартовали первые тесты в торговых сетях, включая онлайн-оплату. Практически одновременно начались первые оплаты через СБП в различных сервисах.
С 1 января 2020 года Система быстрых платежей стала платной для банков.
С мая 2020 года все банки обязаны выполнять переводы на сумму до 100 000 рублей в месяц без взимания комиссии. За перевод больших сумм банки вправе брать до 0,5 % от суммы перевода, но не более 1500 рублей.
28 мая 2020 года к Системе быстрых платежей подключил всю свою сеть Сбербанк, который оставался последним крупным российским банком, не подключённым к СБП.
Банки с универсальной лицензией должны были обеспечить своим клиентам возможность оплаты работ, товаров и услуг по QR-коду через СБП с 1 апреля 2022 года, а все системно значимые банки — ещё с 1 октября 2021.
В 2022 году заявлялось о планах по запуску сервиса, позволяющего проводить через СБП платежи в пользу Федерального казначейства России, и запуску трансграничных переводов через СБП.
По итогам 2022 года количество пользователей СБП достигло 81 миллиона человек, увеличившись за год на 37 миллионов человек. В 2022 году через СБП проведено более трёх миллиардов операций на сумму 14,4 триллиона рублей. Количество операций в СБП по сравнению с 2021 годом выросло в 3,5 раза, объём — в 2,9 раза. Платежи с помощью данной системы выросли в 27 раз по количеству и в 12 раз по объёму. За год к СБП подключились 382 тысячи торгово-сервисных предприятий. Их количество к началу 2023 года достигло 559 тысяч (из них 482 тысячи являлись субъектами малого и среднего предпринимательства).
В 2023 году рост показателей продолжился. Так, во втором квартале 2023 года было совершено более 1,6 млрд операций на сумму 7 трлн рублей, что превышает показатели аналогичного периода 2022 года более чем в два раза.
Начиная с 1 октября 2023 года  российские банки — участники СБП по требованию ЦБ РФ должны интегрировать эту систему в свои системы интернет-банка.
1 апреля 2024 года запущена система B2B переводов СБП.
За 11 месяцев 2024 года в системе осуществлено 11,8 млрд операций на сумму в 60 трлн рублей. Доля СБП в переводах между физлицами (с2с, client-to-client) за 11 месяцев выросла до 88,6% против 80% за аналогичный период прошлого года. Количество платежей государству (с2g, client-to-government, налоги, штрафы и т.д.) за 11 месяцев 2024 года составило 440 тысяч операций, их объём достиг 342,2 млн рублей.
В январе 2025 года стали доступны переводы по системе уже в 9 стран мира. Среди них Абхазия, Армения, Беларусь, Казахстан, Кыргызстан, Лаос, Молдова, Таджикистан и Узбекистан. Число иностранных банков, принимающих переводы по системе выросло до 50.

### Приложение СБПэй
Национальная система платежных карт России как операционный платежный и клиринговый центр Системы быстрых платежей запустила в 2021 году мобильное приложение «СБПэй» с возможностью оплаты товаров и услуг. В приложении доступны несколько способов оплаты: с помощью QR-кода, кнопки на сайте магазина или платежной ссылки. Позже в приложении также появилась возможность бесконтактной оплаты на основе технологии NFC.

## Использование СБП в мошеннических схемах

#### Рост объема мошенничества через Систему быстрых платежей (СБП)
В первом квартале 2024 года объём хищений через СБП достиг 1,13 миллиарда рублей, что в два раза превысило показатель аналогичного периода 2023 года (552,5 млн рублей). Количество мошеннических операций увеличилось почти в 3,5 раза — до 41,5 тысячи. Эксперты связывают это с растущей популярностью СБП: в первом квартале 2024 года россияне осуществили через эту систему 2,5 млрд операций на сумму 10,5 трлн рублей, что вдвое больше, чем годом ранее. 

#### Рекордный объем хищений с банковских счетов
В третьем квартале 2024 года объём мошеннических операций по счетам граждан достиг рекордных 9,2 млрд рублей — максимум за все время наблюдений. Это в 2,6 раза больше, чем за аналогичный период 2023 года. При этом 98,6% всех хищений (9,2 млрд рублей) пришлось на счета физических лиц. 

#### Новые схемы мошенничества
Сбербанк выделил три наиболее популярные схемы мошенничества в 2024 году:
1. Взлом аккаунтов на портале "Госуслуги" (около 40% случаев)
2. Звонки от имени сотрудников ФСБ, МВД, Центробанка и других ведомств
3. Схема "Fake Boss" ("фейковый руководитель")[44]

#### Рост мошенничества через электронные кошельки
В январе-марте 2024 года через электронные кошельки у россиян было похищено 40 миллионов рублей, что на 40% превысило показатель первого квартала 2023 года (28 миллионов рублей). 

#### Увеличение объема хищений с банковских карт
Наибольший объём хищений в первом квартале 2024 года был зафиксирован через банковские карты: 1,9 миллиарда рублей против 1,3 миллиарда рублей в первом квартале 2023 года (рост более чем на 40%). 

#### Меры противодействия
Банк России в первом квартале 2024 года инициировал блокировку 14,8 тысяч мошеннических сайтов и страниц в социальных сетях. Кроме того, регулятор передал операторам связи информацию о 48,6 тысячах телефонных номеров, использовавшихся злоумышленниками, для последующей блокировки. 

## Аналогичные системы в других странах
Разработке Системы быстрых платежей в России предшествовала работа по изучению мирового опыта, обобщенного Центральным банком в соответствующем обзоре.
| Страна           | Система             | Запуск              | Комментарий |
| ---------------- | ------------------- | ------------------- | --- |
| Республика Корея | HOFINET             | 2001 г.             | |
| Мексика          | SPEI                | 2004 г.             | |
| Великобритания   | FPS                 | 27 мая 2008 г.      | |
| Индия            | IMPS                | 22 ноября 2010 г.   | |
| Индия            | UPI                 | 11 апреля 2016 г.   | |
| Китай            | IBPS                | 2010 г.             | |
| Польша           | Express Elixir BLIK | 2012 г.             | |
| Турция           | RPS / BKM           | 2012 г.             | |
| Таиланд          | PromptPay           | 2017 г.             | работает, используя номер национального удостоверения (ThaiID), номер мобильного телефона или адрес электронной почты |
| Швеция           | Swish / BiR         | 2012 г.             | |
| Италия           | JIFFY               | 2014 г.             | |
| Сингапур         | FAST                | 2014 г.             | |
| Европейский союз | SCT Inst            | 21 ноября 2017 г.   | |
| Европейский союз | TIPS                | 30 ноября 2018 г.   | |
| Австралия        | NPP                 | 13 февраля 2018 г.  | |
| Гонконг          | FPS                 | 30 сентября 2018 г. | |
| Канада           | Interac e-Transfer  | 2018 г.             | |